# Flen
Flen er en by i Södermanlands län i landskabet Södermanland i Sverige. Den er administrationsby i Flens kommune og i år 2010 havde byen 6.229 indbyggere.
Flen fik bystatus i år 1949. Jernbanelinjerne Västra stambanan og Trafikaktiebolaget Grängesberg-Oxelösunds Järnvägar (TGOJ) krydser hinanden i byen, og byen er især vokset op efter jernbanestationen åbnede i 1862.